# 六安钢铁集团
六安钢铁控股集团有限公司简称六钢集团，是一家位于安徽省六安市的钢铁公司，经营生产和销售工业用棒材、建筑用线材和中厚板。公司成立于2018年5月，为方同舟控股有限公司旗下子公司，是安徽省最大的民营钢铁企业。
2020年，六安钢铁以营收499亿元位居中国民营企业500强第195位、安徽省首位。